# ريبيكا إلسون
ريبيكا إلسون (بالإنجليزية: Rebecca Elson)‏ (و. 1960 – 1999 م) هي عالمة فلك من كندا . ولدت في مونتريال .
توفيت عن عمر يناهز 39 عاماً.

## التعليم
تعلمت في جامعة كولومبيا البريطانية، وجامعة هارفارد، وكلية رادكليف، وكلية سميث